# Badendorf (Gemeinde Ober-Grafendorf)
Badendorf ist eine Ortschaft und eine Katastralgemeinde der Marktgemeinde Ober-Grafendorf im Bezirk St. Pölten-Land in Niederösterreich. Die Ortschaft hat 14 Einwohner (Stand 1. Jänner 2024).

## Geografie
Die südlich von Ober-Grafendorf liegende Rotte befindet sich rechtsseitig über der Pielach auf einem Ausläufer des Handelberges (393 m ü. A.). Zur Ortschaft gehört auch die Einzellage Gollhof. Der Ort wird vom Grubbach entwässert, der bei Rennersdorf in die Pielach mündet.

## Geschichte
Im Jahr 1822 wurde der Ort als Dorf mit vier Häusern genannt, das nach Ober-Grafendorf eingepfarrt war, wohin auch die Kinder eingeschult wurden. Die Herrschaft Friedau besaß die Ortsobrigkeit und besorgte die Konskription. Die Landgerichtsbarkeit wurde von der Herrschaft Lilienfeld ausgeübt. Die Untertanen und Grundholde des Ortes gehörten den Herrschaften Friedau, Lilienfeld und Goldegg.